# Gerry Cheevers
Gerald Michael "Gerry" Cheevers, född 7 december 1940, är en kanadensisk före detta ishockeytränare och professionell ishockeymålvakt som tillbringade 16 säsonger i den nordamerikanska ishockeyligan National Hockey League (NHL), där han spelade för ishockeyorganisationerna Toronto Maple Leafs och Boston Bruins. Han släppte in i genomsnitt 2,89 mål per match och höll nollan (inte släppt in ett mål under en match) 26 gånger på 418 grundspelsmatcher. Han spelade även för Cleveland Crusaders i World Hockey Association (WHA) och på lägre nivåer för Pittsburgh Hornets och Rochester Americans i American Hockey League (AHL) och Oklahoma City Blazers i Central Professional Hockey League (CPHL).
Han vann Stanley Cup med Bruins för säsongerna 1969-1970 och 1971-1972 och blev invald till Hockey Hall of Fame 1985.
Efter sin aktiva spelarkarriär var Cheevers också tränare för Bruins mellan 1980 och 1985 och bästa prestationen var att ta laget till final i Prince of Wales Conference för säsongen 1982-1983.